# Étang de la Vieille ferme
L'Étang de la Vieille ferme est un plan d'eau  de 11 hectares situé à Carrières-sous-Poissy dans le parc du Peuple de l'herbe.

## Histoire
L'étang de la Vieille ferme est une ancienne sablière creusée après la Seconde Guerre mondiale.